# Зеленогорський (смт)
Зеленого́рський (рос. Зеленогорский) — селище міського типу у складі Кропивинського округу Кемеровської області, Росія.

## Населення
Населення — 5175 осіб (2010; 5382 у 2002).